# Гнатышин, Рамон Джон
Рамон (Рэй) Джон Гнаты́шин (англ. Ramon John Hnatyshyn nəˈtɪʃən; укр. Роман Іванович Гнатишин; 16 марта 1934, Саскатун, Саскачеван, Канада — 18 декабря 2002, Оттава, Онтарио, Канада) — канадский государственный и политический деятель украинского происхождения, 24-й генерал-губернатор Канады.

## Биография
Родился в семье Джона (Ивана) Гнатышина, который был депутатом и министром провинции Саскачеван, а позднее — сенатором. Дед и бабка по отцовской линии — украинские крестьяне, эмигранты из буковинского города Вашковцы на реке Черемош. Семья Гнатышиных переехала в Канаду в 1909 году.
В 1956—1974 годах занимался юридической практикой. С 1957 года член коллегии адвокатов провинции Саскачеван.
С 30 сентября 1974 по 1 октября 1988 — депутат Палаты общин федерального парламента от Прогрессивно-консервативной партии.
С 4 июня 1979 по 18 декабря 2002 — член Тайного совета Королевы для Канады.
С 4 июня 1979 по 2 марта 1980 — министр энергетики, горнорудной промышленности и ресурсов Канады.
В 1985—1986 — председатель Тайного совета и лидер правительства в Палате общин.
С 30 июня 1986 по 7 декабря 1988 — министр юстиции и генеральный прокурор Канады.
С 29 января 1990 по 8 февраля 1995 — генерал-губернатор Канады.
После отставки с поста генерал-губернатора вернулся к юридической практике в фирме «Gowling, Strathy & Henderson».
В 2002 году — канцлер Карлтонского университета в Оттаве.

## Память
В г. Вашковцы, где родился отец Рамона, существуют улица и переулок Рамона Гнатышина.

## Титулы и звания
- 18 декабря 1927 — 4 июня 1979 — мистер Рамон Гнатышин
- 4 июня 1979 — 29 января 1990 — Почтенный Рамон Гнатышин
- 29 января 1990 — 8 февраля 1995 — Его Превосходительство Достопочтенный Рамон Гнатышин, генерал-губернатор и главнокомандующий в Канаде.
- 8 февраля 1995 — 18 декабря 2002 — Достопочтенный Рамон Гнатышин.

## Ордена Канады
- 29 января 1990 года — 8 февраля 1995 года — Канцлер и Главный Компаньон Ордена Канады (CC)[6]
  - С 8 февраля 1995 года — Компаньон ордена Канады (CC)
- 29 января 1990 года — 8 февраля 1995 года — Канцлер и Командор ордена «За военные заслуги» (CMM)[7]
  - С 8 февраля 1995 года — Командор ордена «За военные заслуги» (CMM)
- 29 января 1990 года — 8 февраля 1995 года — Рыцарь Справедливости, Приор и старший офицер в Канаде Славнейшего ордена Госпиталя святого Иоанна Иерусалимского (KStJ)[8]
  - С 8 февраля 1995 года — Рыцарь Справедливости Славнейшего ордена Госпиталя святого Иоанна Иерусалимского (KStJ)